# Tenukiik
Tenukiik is een bestuurslaag in het regentschap Belu van de provincie Oost-Nusa Tenggara, Indonesië. Tenukiik telt 5147 inwoners (volkstelling 2010).